# Georgios Mavrotas
Georgios Mavrotas (em grego, Γιώργος Μαυρωτάς: Atenas, 4 de abril de 1967) é um ex-jogador de polo aquático e político grego. Atualmente é membro do parlamento grego.

## Carreira
Georgios Mavrotas jogou toda sua vida no clube Vouliagmeni (em grego, Βουλιαγμένη), fez parte de cinco olimpíadas com a Grécia, o recordista nacional.